# Paracollyria carinifrons
Paracollyria carinifrons là một loài tò vò trong họ Ichneumonidae.